# Насир-мирза
Насир-мирза (1487—1515) — тимуридский принц, правитель Нингнахара (1504—1507), Кандагара (1507) и Газни (1507—1515), младший брат Бабура, основателя Империи Великих Моголов.

## Биография
Родился в 1487 году в Фергане (Империя Тимуридов). Третий сын Умар-Шейха-мирзы (1456—1494), эмира Ферганы (1469—1494). Его матерью была Умид, наложница из Андижана. Старшие сводные братья — Бабур (1483—1530) и Джахангир-мирза (1485—1508).
Участник военных походов Бабура. Когда в феврале 1504 года Бабур завоевал Кабул, он передал Насиру-мирзе город Нингнахар. Так как земельных владений было много, а ресурсов у Бабура было мало, он совершил экспедицию в Синд, но Насир-мирза не стал его сопровождать и начал свой собственный рейд на долину Нур, который обернулся поражением. В феврале 1505 года Насир-мирза присоединился к бадахшанским повстанческим силам во главе с Мубарак-шахом, Зубайр Раги и Джахангир-шахом, которые принял его с распростёртыми объятиями и летом был коронован как правитель Бадахшана. Узбеки потерпели поражение при Шакдане. Но через несколько месяцев между Насиром и лидерами мятежников вспыхнули раздоры, и в 1507 году они, объединив силы, наступавшие на реке Котча, разгромили Насыр-мирзу при Хамчане (совр. Кури, в 5 км западнее Файзабада). Насир-мирза бежал и прибыл в Кабул с менее чем 40 мужчинами.
После завоевания Кандагара в 1507 году Бабур передал Насир-мирзе управление городом, но местные лидеры через несколько месяцев перешли на сторону узбеков, а Насир-мирза вернулся в Кабул (1508 г.). В то время он был губернатором Газни, где недавно умер его брат Джахангир-мирза. В 1511 году Бабур покинул Кабул, и ему было поручено управление страной в его отсутствие, которое длилось три года. По возвращении Бабура в начале 1514 года Насир-мирза вернулся к управлению Газни, добровольно уступив Бабуру власть в Кабуле.
Насир-мирза скончался в Газни в 1515 году, и после его смерти вспыхнуло народное восстание, причины которого неизвестны, но которое пользовалось широкой народной и социальной поддержкой, в том числе монголами, монгольскими наёмниками, ранее сражавшимися против Бабура. Бабур выступил против мятежников при поддержке отряда Камбара Али ибн Касим-бека, губернатора Кундуза, победил повстанцев, многие из которых бежали в Кашгар, а другие были взяты в плен.